# William Pène du Bois
Właściwie William Pène Sherman du Bois (ur. 9 maja 1916, Nutley w Stanach Zjednoczonych, zm. 5 lutego 1993, Nicea we Francji) – amerykański autor i ilustrator książek dla dzieci.
Stworzył ilustracje do książek m.in. Edwarda Lear'a, Juliusza Verne’a, Arthura Conana Doyle’a, Isaaca Singera.